# Sandbjerg

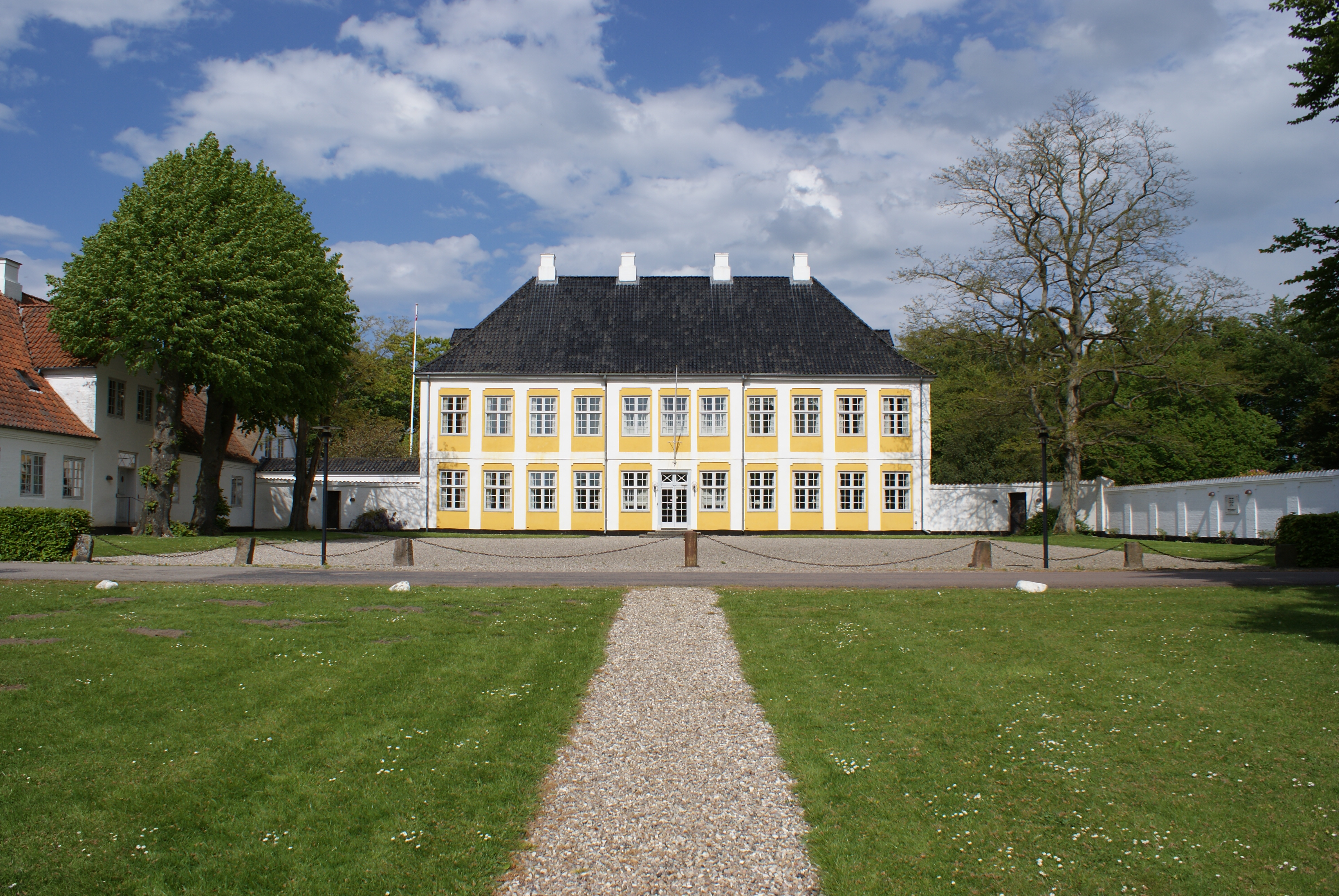
Mansión de Sandbjerg.

Sandbjerg es una antigua propiedad y finca situada 5 km al norte de Sønderborg en el sureste de Jutlandia, Dinamarca. La finca data de 1571, pero la actual mansión fue construida en 1788. Desde 1959, la finca ha sido utilizada por la Universidad de Aarhus para la enseñanza e investigación. En la actualidad es el centro de conferencias de la universidad.

## Historia
Sandbjerg es mencionado por primera vez en torno a 1500. En 1564, el rey Federico II de Dinamarca transfirió un tercio de sus propiedades, incluyendo Sandbjerg, a su hermano, el Duque Juan II de Schleswig-Holstein-Sonderburg. Permaneció en manos de la Casa de Sonderburg hasta la bancarrota de Cristián Adolfo en 1667, cuando retornó a la Corona. En 1668 fue vendido al hombre de estado Conrad Reventlow, que estableció el feudo de Reventlow-Sandbjerg. En 1788, Conrad Georg Reventlow (1749-1815) encargó a Christian August Bohlsmann construir una mansión con vistas al Alssund en el lado oriental de Mølle Sø. El parque y los edificios de arrendamiento  y la mansión forman ahora la Propiedad de Sandbjerg. Después de retirarse de la marina en 1795, Reventlow pasó largos periodos en Sandbjerg donde disfrutó de buena comida y bebida preparada por su chef francés, Charles Maton. Entre sus invitados estuvieron los poetas Jens Baggesen y Adam Oehlenschläger.
En la década de 1850, el General Frederk Bülow, que había salido victorioso en la batalla de Fredericia en 1849, pasó varios veranos en la finca, donde murió en 1858. El último de los Reventlows murió en 1929. En 1930 la finca fue vendida a Knud Dahl, un abogado, y su esposa Ellen, hermana de Karen Blixen. Después de la muerte de su marido en 1945, Ellen Dahl abrió la residencia a figuras científicas y de la cultura y, en 1954, la cedió a la Universidad de Aarhus. A su muerte en 1959, la universidad tomó completa posesión de la finca.

## Mansión
La mansión rococó de dos plantas completada en 1788 es un edificio catalogado. Con una fachada decorada con lesenas y un techo alto a cuatro aguas, las salas incluyen una biblioteca, un comedor, un invernadero y tres dormitorios históricos.